# Ravensteinse Loterij
De Ravensteinse Loterij was een loterij die in 1729 werd opgericht te Ravenstein en die ten doel had om katholieke inrichtingen te ondersteunen.
De loterij werd opgezet door Johan Frans van Willigen, die advocaat-fiscaal was van het Land van Ravenstein.
In de Republiek der Nederlanden was deze loterij uiteraard verboden, maar in het Land van Ravenstein, dat geen deel van deze Republiek uitmaakte, heerste godsdienstvrijheid en menige katholiek uit de Republiek kocht de lootjes. Niet alleen de bouw van de Sint-Luciakerk, maar ook de bouw en het personeel van de in 1752 opgerichte Latijnse School werd ermee gefinancierd. Met het fonds werden ook instellingen in Rijnland-Palts en Beieren gesteund.
Van 1752 tot 1818 werd het fonds beheerd door een administrateur die door de stad Ravenstein was aangesteld. Vooral van 1794 tot 1818 vonden vele onregelmatigheden plaats, zodat een door koning Willem I aangestelde administrateur orde op zaken moest stellen. In de loop van de 20e eeuw kwam het beheer weer in Ravensteinse handen en het fonds bestaat nog steeds. Het wordt aangewend voor sociaal-culturele doeleinden in het stadje.